# Тихонов, Юрий Станиславович
Юрий Станиславович Тихонов (бел. Юрый Станіслававіч Ціханаў; род. 3 июля 1978, Минск) — белорусский шахматист, гроссмейстер (2006).
Чемпион мира среди юношей до 14 лет (1992). В составе национальной сборной участник 37-й Олимпиады (2006).

## Изменения рейтинга
| Графики недоступны из-за технических проблем. См. информацию на Фабрикаторе и на mediawiki.org. |